# ماري ويب (لاعبة كريكت)
ماري ويب (9 أبريل 1936 بدنيدن في نيوزيلندا - ) (بالإنجليزية: Mary Webb)‏ هي لاعبة كريكت نيوزلندية. شاركت مع منتخب نيوزيلندا الوطني للكريكت.

## وصلات خارجية
- ماري ويب على موقع إي آس بي آن كريك إنفو (الإنجليزية)